# Josef Ulrich
Josef Ulrich (Küssnacht, 11 december 1916 - Luzern, 27 september 2007) is een Zwitsers politicus voor de Christendemocratische Volkspartij (CVP/PDC) uit het kanton Schwyz.

## Biografie
Josef Ulrich was een zoon van Klemenz Ulrich. In 1945 trouwde hij met Silvia Barmettler. Na zijn schooltijd aan de handelsschool van Schwyz volgde bij een stage bij een bank en verbleef hij in Parijs en Milaan.
Van 1944 tot 1960 was Ulrich secretaris van het district Küssnacht. Van 9 maart 1953 tot 4 december 1955 was hij lid van de Nationale Raad. Vervolgens was hij van 1956 tot 1960 lid van de Kantonsraad van Schwyz. Vervolgens was hij van 1960 tot 1980 lid van de Regeringsraad van Schwyz. Nadien zetelde hij van 4 december 1967 tot 27 november 1983 in de Kantonsraad, waarvan hij van 26 november 1979 tot 1 december 1980 voorzitter was.